# Tom Horan
Thomas Patrick Horan (bekannt als Tom Horan; * 8. März 1854 in Midleton, Irland; † 16. April 1916 in Melbourne, Australien) war ein australischer Cricketspieler, der zwischen 1877 und 1885 für die australische Nationalmannschaft spielte. Auch war er über fast vier Jahrzehnte als Sportjournalist tätig.

## Kindheit und Ausbildung
Geboren in Irland, zog seine Familie schon früh in seinem Leben nach Australien. In Melbourne besuchte er dann die Bell Street School in Melbourne. Nach der Schule arbeitete er ab 1873 im Victoria Audit Office.

## Aktive Karriere
Horan gab sein First-Class-Debüt für Victoria in der Saison 1874/75. Er war Teil der Begegnung zwischen eines englischen Teams und einer vereinigten australischen Mannschaft in der Saison 1876/77 die später als erstes Mest Match klassifiziert wurde. Mit dem Nationalteam reiste er dann 1878 nach England, wobei jedoch kein Test absolviert wurde. Er war auch bei der nächsten Tour Englands in Australien dabei, konnte jedoch dort im Test nicht herausragen. Als England in der Saison 1881/82 das dritte Mal nach Australien kam gelang ihm ein Century über 124 Runs im ersten Test. Bei den folgenden Touren 1882 in England konnte er dann nicht überzeugen. Zurück in Australien wurde er dann im dritten Test als Bowler eingesetzt und erreichte dort 3 Wickets für 22 Runs. Bei der Ashes Tour 1884/85 forderte Kapitän Billy Murdoch für das Team einen höheren Anteil an den Eintrittspreisen für den zweiten Test, dem nicht stattgegeben wurde. Stattdessen wurde Horan als neuer Kapitän eingesetzt und trat mit einem Team von Debütanten an. Dort konnte er dann ein Fifty über 63 Runs erreichen, jedoch war das Team klar unterlegen. Im dritten Test der Serie gelangen ihm dann 6 Wickets für 40 Runs als Bowler, womit er dem wieder erstarkten Team zum Sieg verhalf. Australien unterlag in der Serie 2–3 und es sollte die letzte Tour sein die er mit dem australischen Team bestritt. Sein letztes First-Class-Spiel bestritt er dann in der Saison 1891/92.

## Nach der aktiven Karriere
Ab 1879 schrieb er für The Australasian die Kolumne Cricket Chatter und war damit als ehemaliger Nationalspieler eine Ausnahme im journalistischen Bereich. Er schrieb für die Zeitung für 37 Jahre unter dem Pseudonym Felix. Auch heiratete er im Jahr 1879 und hatte insgesamt acht Kinder. Nachdem er mehrere Wochen erkrankt war verstarb im Jahr 1916 im Alter von 61 Jahren an Ödem.